# Dalton City (Illinois)
Pour les articles homonymes, voir Dalton City (homonymie).
Dalton City est un village situé au nord-ouest du comté de Moultrie dans l'Illinois, aux États-Unis,. Il est incorporé le 26 février 1879.

## Démographie
Lors du recensement de 2010, le village comptait une population de 544 habitants. Elle est estimée, en 2017, à 517 habitants.

### Source de la traduction
- (en) Cet article est partiellement ou en totalité issu de l’article de Wikipédia en anglais intitulé « Dalton City, Illinois » (voir la liste des auteurs).